# Honungsvargar
För filmen som bygger på boken, se Honungsvargar (film)
Honungsvargar är en roman av den svenska författaren Sun Axelsson, utgiven första gången 1984 på Albert Bonniers Förlag.
Boken är den andra i romantrilogin Ett eget liv, där den första boken var Drömmen om ett liv (1978) och den sista Nattens årstid (1989). Honungsvargar filmatiserades 1990 i regi av Christina Olofson, se Honungsvargar.

## Handling
Romanen inleds med att berättarjaget försöker begå självmord, men räddas till livet och börjar umgås i litterära kretsar i Stockholm.

## Utgåvor
- Axelsson, Sun (1984). Honungsvargar. Stockholm: Bonnier. Libris 7146728. ISBN 91-0-045899-6
- Axelsson, Sun (1985) (på obestämt språk). Honungsvargar. Lund: Btj. Libris 11536737
- Axelsson, Sun (1986). Honungsvargar. MånPocket, 99-0184541-6 ([Ny utg.]). Stockholm: MånPocket. Libris 7654232. ISBN 91-7642-271-2
- Axelsson, Sun (1991). Honungsvargar ([Ny utg.]). Stockholm: Litteraturfrämjandet. Libris 7642308. ISBN 91-7448-626-8
- Axelsson, Sun. (2004). Honungsvargar. Lund: Btj. Libris 12563857
- Axelsson, Sun (2000). Ett eget liv: en romantrilogi. Stockholm: Bonnier. Libris 7150309. ISBN 91-0-057197-0

### Fotnoter
1. 1 2  ”Honungsvargar”. Libris.kb.se. http://libris.kb.se/hitlist?d=libris&q=honungsvargar&f=simp&spell=true&hist=true&p=1. Läst 24 maj 2013.
2. ↑  ”Honungsvargar”. Svensk Filmdatabas. http://www.sfi.se/sv/svensk-filmdatabas/Item/?type=MOVIE&itemid=16194&ref=%2ftemplates%2fSwedishFilmSearchResult.aspx%3fid%3d1225%26epslanguage%3dsv%26searchword%3dhonungsvargar%26type%3dMovieTitle%26match%3dBegin%26page%3d1%26prom%3dFalse. Läst 24 maj 2013.
3. ↑  Granberg, Mats (18 januari 2011). ”Sun Axelssons Honungsvargar”. Norrköpings Tidningar. Arkiverad från originalet den 29 juli 2013. https://web.archive.org/web/20130729171202/http://www.nt.se/bloggar/bloggentry.aspx?blogg=4166728. Läst 24 maj 2013.